# Wyżegi
Wyżegi (niem. Wyseggen, w latach 1938-1945 Grünlanden) – wieś w Polsce położona w województwie warmińsko-mazurskim, w powiecie szczycieńskim, w gminie Wielbark, znajdująca się na południe od Wielbarka. W latach 1975–1998 miejscowość administracyjnie należała do województwa olsztyńskiego.
Obecnie we wsi mieszkają 62 osoby. Nieopodal wsi znajduje się siedmiohektarowe Jezioro Wyżeckie, z wieloma gatunkami ryb, ptactwa wodnego oraz bobrami. Wokół jeziora znajdują się lasy, obfitujące w jagody i grzyby.
Wieś założono w 1787 roku na terenie osuszonych mokradeł Wyżegi. Osiedliło się w niej 15 osadników. Szkoła została zbudowana na przełomie 1912 i 1913 roku. W 1938 roku w ramach akcji germanizacyjnej, zmieniono urzędową nazwę wsi na Grünlanden.